# Open Publication Structure
Pour les articles homonymes, voir Ops (homonymie).
Open Publication Structure, abrégé en OPS est une norme pour la description des livres numériques, publiée par l'International Digital Publishing Forum (IDPF).